# Còrtex motor
El còrtex motor comprèn les àrees del còrtex cerebral (o escorça cerebral) responsables dels processos de planificació, control i execució de les funcions motores voluntàries.

## Anatomia del còrtex motor
El còrtex motor està situat en el lòbul frontal, davant del solc de Rolando. Pot dividir-se en quatre parts principals:
- El còrtex motor primari (o M1), responsable de la generació dels impulsos neuronals que controlen l'execució del moviment.
- El còrtex motor secundari, que inclou:
  - El còrtex parietal posterior, encarregat de transformar la informació visual en instruccions motores.
  - El còrtex pre-motor, encarregat de guiar els moviments i el control dels músculs proximals i del tronc.
  - L'àrea motora suplementària (o AMS), encarregada de la planificació i coordinació de moviments complexos, com per exemple, aquells que requereixen l'ús d'ambdues mans.

Les cèl·lules del còrtex motor tenen una doble estructuració. Horitzontalment, estan organitzades en sis capes. Verticalment, conformen columnes que estimulen l'activació de determinats músculs o grups musculars sinèrgics. Existeixen altres regions cerebrals a part del còrtex que són de gran importància per a la funció motora. En aquest sentit, és destacable el paper del cerebel i dels nuclis motors sub-corticals

## Primers treballs sobre la funció del còrtex motor
Al segle xix, Eduard Hitzig i Gustav Fritsch van demostrar que l'estimulació elèctrica de certes parts del cervell podien provocar una contracció muscular en la part oposada del cos.
El 1949, el neurocirurgià canadenc Wilder Penfield va desenvolupar un procediment quirúrgic per tal de suavitzar els símptomes de l'epilèpsia. El seu procediment inicial va consistir en estimular elèctricament diverses parts de la superfície del còrtex cerebral del pacient fins a trobar l'àrea responsable de la patologia. Durant les seves recerques, va descobrir que l'estimulació de l'àrea 4 de Brodmann provocava una ràpida contracció de determinats músculs. A més a més, semblava existir un "mapa motor" de la superfície del cos al llarg de la circumvolució de l'àrea 4. Avui dia, aquesta àrea es coneix com a còrtex motor primari. A partir d'aquest descobriment, va trobar que l'estimulació de les regions que es troben enfront d'aquest còrtex motor primari o M1 provocaven moviments més complexos. No obstant això, es requeria un major corrent elèctric per engegar moviments des d'aquestes àrees. Aquestes zones corticals pre-motores es localitzen a l'àrea 6 de Brodman.

## Perspectiva actual
Actualment, i com s'ha dit, les àrees motores corticals se solen dividir en tres regions amb dos papers diferenciats:
1. Còrtex motor primari (M1).
2. Àrea pre-motora (APM).
3. Àrea motora suplementària (AMS).

Els experiments de Penfield han deixat una imatge bastant evident del funcionament d'aquestes àrees: El propòsit de M1 és connectar el cervell amb les neurones motores inferiors a través de la medul·la espinal per informar de quins són els músculs concrets que han de contraure's. Aquestes neurones motores superiors es troben a la capa 5 del còrtex motor, i conté algunes de les cèl·lules més grans del cervell (el cos de les cèl·lules de Betz pot superar els 100 micròmetres de diàmetre. En comparació, els bastons, un tipus de cèl·lula foto-receptora, solen tenir un diàmetre de 3 micròmetres). Els axons descendents des d'aquestes cèl·lules de la capa V formen el tracte còrtic-espinal o piramidal. Encara que els primers estudis assenyalaven la possibilitat que l'organització del còrtex motor estigués basada en columnes que controlaven de manera individual cadascun dels músculs, s'ha pogut concretar més recentment que des de la capa V s'estableixen sinapsis amb moltes neurones motores inferiors que innerven diferents músculs. Aquestes dades indiquen que les neurones del còrtex motor primari no formen connexions simples amb les neurones motores inferiors. L'activitat d'una mateixa neurona M1 pot provocar contraccions en més d'un múscul; això suggereix que el paper del còrtex motor primari no es limita a codificar el grau de contracció de determinats músculs individuals.

## Estudis de neuro-imatge
Els escàners realitzats mitjançant tècniques d'imatge per ressonància magnètica funcional sobre persones realitzant una tasca de lectura de paraules han mostrat que l'activitat de llegir un verb que fa referència a una acció relacionada amb la cara, el braç o la cama, provoca un increment en el flux sanguini i en l'activitat del còrtex motor. Les àrees del còrtex motor que s'activen, corresponen a les zones del còrtex motor que estan associades amb l'activitat concreta a la qual els verbs fan referència. Per exemple, llegir la paraula "llepar" pot incrementar el flux sanguini a les zones relacionades amb els moviments de la llengua i la boca. A més a més, durant la lectura de les paraules, també s'incrementa el flux sanguini a les regions pre-motores, l'àrea de Broca i l'àrea de Wernicke. Amb base en aquesta informació, s'ha proposat que la comprensió de paraules depèn de l'activació d'àrees cerebrals interconnectades que assimilen informació sobre una paraula concreta i les seves accions i sensacions associades.

## Per a saber-ne més
- Canavero S. Textbook of therapeutic cortical stimulation. New York: Nova Science, 2009